# Inserção
Inserção ou plano de inserção (do inglês insert, ou insert shot) é um plano de um objeto, seja parte de uma cena ou externo, mas relativo a ela, que é filmado separadamente e posteriormente inserido na cena durante a montagem.  Normalmente as inserções são planos fechados, um close ou um plano detalhe, que destacam partes da imagem mostrada no plano principal, dito plano master, para enfatizar algum aspecto narrativo ou dramático: a expressão do rosto de um personagem, um objeto que ele tem na mão ou que faz parte do cenário, etc. Mas também pode ser uma menção externa à cena, como uma lembrança do personagem, uma metáfora narrativa, etc.  Em qualquer caso, o caracteriza uma inserção é o fato de ser um plano de curta duração (B) que interrompe o plano que veio antes (A) e continua depois dele (C), sendo que A e C possuem o mesmo enquadramento e um tempo aparentemente contínuo.

## Classificação
Em sua "Grande sintagmática" (1964), o teórico Christian Metz identifica quatro tipos de inserções, caracterizadas como planos autônomos:
(a) a inserção não diegética, exterior à cena, como por exemplo a imagem de um rebanho inserido no plano de operários saindo de uma fábrica, em "Tempos modernos";
(b) a inserção subjetiva, apreendida como ausente pelo personagem, caracterizando lembranças, sonhos, medos, premonições, etc.;
(c) a inserção deslocada, que faz parte da ação mas não necessariamente da cena - por exemplo, uma única imagem dos perseguidos dentro de uma cena em que o foco narrativo são os perseguidores, ou vice-versa;
(d) a inserção explicativa, um detalhe ampliado da cena, tirado do contexto e eventualmente colocado num espaço abstrato, como cartas ou cartões de visita. 

## Crítica
Já no final dos anos 1920, o cineasta e teórico soviético Vsevolod Pudovkin criticava o uso da técnica "master-insert" como algo ultrapassado: "Expressões como interpolação ou inserção são absurdas, remanescentes da antiga incompreensão dos métodos técnicos do filme. Um detalhe que pertença organicamente a uma cena não deve ser inserido nessa cena; pelo contrário, a cena deve ser construída em torno dele."  Mas é claro que Pudovkin se referia às inserções dentro da cena e não aos planos autônomos descritos por Metz.